# Polycarpa olitoria
Polycarpa olitoria är en sjöpungsart som först beskrevs av Sluiter 1890.  Polycarpa olitoria ingår i släktet Polycarpa och familjen Styelidae. Inga underarter finns listade i Catalogue of Life.